# David Angel
David Angel (Los Angeles, 1940) is een Amerikaanse saxofonist, arrangeur, componist en docent.

## Leven en carrière
Angel is geboren en getogen in Los Angeles, Californië. Hij leerde saxofoon, klarinet en fluit spelen, en trad op in jazz- en latinbands tijdens zijn tienerjaren. Hierbij speelde hij af en toe met oudere muzikanten, waaronder Kid Ory en Johnny St. Cyr. Hij ging naar het Westlake College of Music en vervolgens naar het Los Angeles City College.
Toen hij begin twintig was, werkte Angel in Hollywood als artiest, componist en arrangeur, aanvankelijk nadat hij was ingehuurd door David Rose. Hij werkte aan veel populaire televisieseries, waaronder Bonanza, Lassie en The Streets of San Francisco, evenals shows met Jerry Lewis, Red Skelton en Andy Williams. Hij trad ook op in de bands van toonaangevende jazzmuzikanten, waaronder Woody Herman en Art Pepper en als sessiemuzikant, meestal in een niet genoemde hoedanigheid als ghostwriter. In 1967 droeg hij, op verzoek van producer Bruce Botnick, orkest- en hoornarrangementen bij aan het album Forever Changes van de Los Angeles-rockband Love, dat nu als een klassieker van het genre wordt beschouwd. Zijn orkestrale arrangementen voor dit album zijn door Ted Olson (ten behoeve van de Library of Congress) omschreven als "misschien wel de meest onderscheidende aanhoudende orkestratie in de geschiedenis van de rockmuziek".
Vanaf het midden van de jaren zestig organiseerde Angel regelmatig repetities in Los Angeles, als de David Angel Big Band, maar trad zelden op in het openbaar. Opnamen van sessies in 1973 en 1975, oorspronkelijk niet bedoeld om uit te geven, werden uiteindelijk in 2015 alsnog uitgebracht door VSOP Records als Camshafts and Butterflies. Bandleden waren onder meer saxofonisten Bill Perkins, Bob Cooper en Jackie Kelso; trompettisten Hal Espinoza en Jack Coan, trombonisten Bob Enevoldsen, Don Waldrop en Morris Repass, bassist Monty Budwig en drummer Chuck Flores. In de bijbehorende albumbeschrijving noemt Scott Yanow de componist Angel als "een van de bekendste onbekende componisten en arrangeurs in de hedendaagse jazz", met een "unieke stijl van componeren en arrangeren [die] klassieke technieken combineert met bigband-jazz arrangeren op een uitgesproken en individualistische manier".
Angel onderhield een carrière als muziekleraar en docent, en leidde lessen aan Pasadena College, de Dick Grove School of Music en Los Angeles Valley College. Hij werd benaderd door het Franse Ministerie van Cultuur om les te geven in filmcompositie en woonde vervolgens 15 jaar in Europa. Hij doceerde in Europa aan L'Institut Art Culture Perception (IACP) in Parijs, en aan conservatoria in Noorwegen en Rusland; tevens zat hij in de leiding van de afdeling compositie en arrangeren van de Hochschule Luzern in Zwitserland.
Halverwege de jaren 2000 keerde hij terug naar Los Angeles.
- Library of Congress Control Number: n2001063978
- MusicBrainz: 83029cf6-513d-466c-862c-1afdf8fbc7f9
- Virtual International Authority File: 60891042
- WorldCat: E39PBJbRhRC8yKBgW4VRhG3xXd